# 山岡隆信
山岡 隆信（やまおか たかのぶ、1967年 - ）は日本の古生物学者。庄原市立比和自然科学博物館客員研究員。ヤマオカクジラ発見者。

## 経歴
広島県庄原市在住。
中学生の頃の1981年9月、庄原市の西城川の底で化石を探していると何かの背骨が埋まっているのを見つけた。古生物学に詳しかった先生に連絡をすると、一頭埋まっているかもしれないと言われ、市の教育委員を巻き込んだ大掛かりな発掘が行われた。
発掘の続いた翌年、同市の門田町で一頭のクジラの骨格が見つかった。後に、発見者である山岡の名前から「ヤマオカクジラ」と名付けられた。庄原市で発掘された3種類目の新種のクジラであった。
1996年、ヤマオカクジラ発掘に協力した先生・廣瀬繁登（翌年に82歳で死去。）と共に庄原化石集談会を結成。現在も約40人の会員が発掘や寄稿を続けている。2007年には会員の大沢仁が川手町に「フォッシルミュージアム」を開き、廣瀬の情熱を引き継いだ。
2023年には、ヤマオカクジラとみられるクジラの全身骨格が地元の化石愛好家のグループによって再び庄原市の西城川で発見された。成長途中の若い個体であると考えられる。

## 主な著作
- 『備北層群』（庄原化石集談会、2002年） - 古川義雄との共著。
- 『広島県庄原市の中新統備北層群より産出したヒゲクジラ類化石』（群馬県立自然史博物館、2010年） - 長谷川善和らと執筆。
- 『活動遺産』（デザインエッグ、2024年） - インタビューを受けた1人。編・清古尊。